# Arhopala perissa
Arhopala perissa är en fjärilsart som beskrevs av William Doherty 1889. Arhopala perissa ingår i släktet Arhopala och familjen juvelvingar. Inga underarter finns listade i Catalogue of Life.